# Le Mesnil-au-Val
Le Mesnil-au-Val é uma comuna francesa na região administrativa da Normandia, no departamento Mancha. Estende-se por uma área de 13,2 km². Em 2010 a comuna tinha 747 habitantes (densidade: 56,6 hab./km²).